# Chaetopleura hanselmani
Chaetopleura hanselmani är en blötdjursart som först beskrevs av Ferreira 1982.  Chaetopleura hanselmani ingår i släktet Chaetopleura och familjen Ischnochitonidae.
Artens utbredningsområde är Californiaviken. Inga underarter finns listade i Catalogue of Life.